# Kreis Sternberg (Brandenburg)
Der Kreis Sternberg (seinerzeit meist Sternbergischer Kreis genannt) war bis 1873 ein Landkreis im Regierungsbezirk Frankfurt der preußischen Provinz Brandenburg. Der Kreissitz war bis 1852 in Zielenzig und danach in Drossen.

## Geschichte

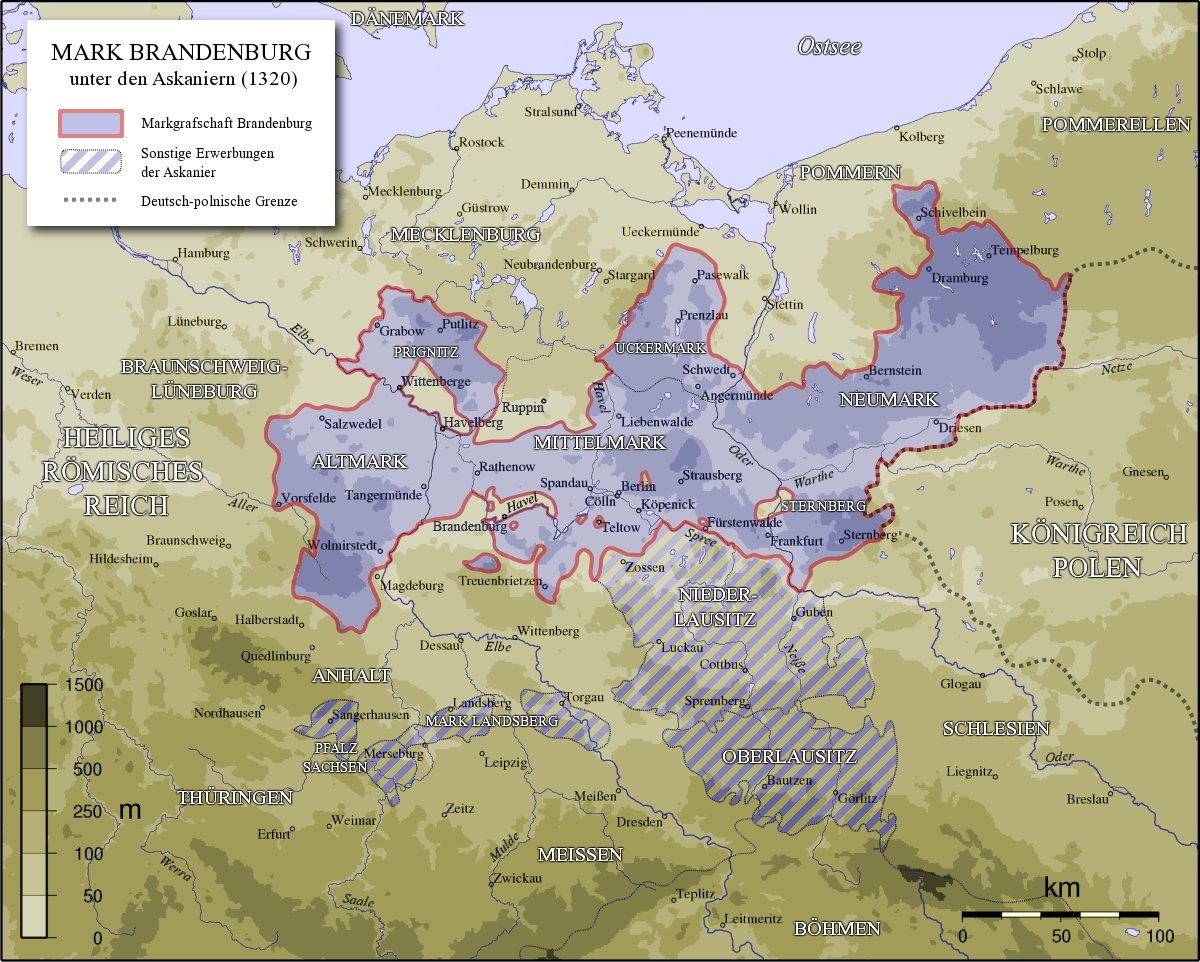
Die Mark Brandenburg im Spätmittelalter mit dem Gebiet und der Stadt Sternberg südlich der Neumark, östlich der Oder und südlich der Warthe.

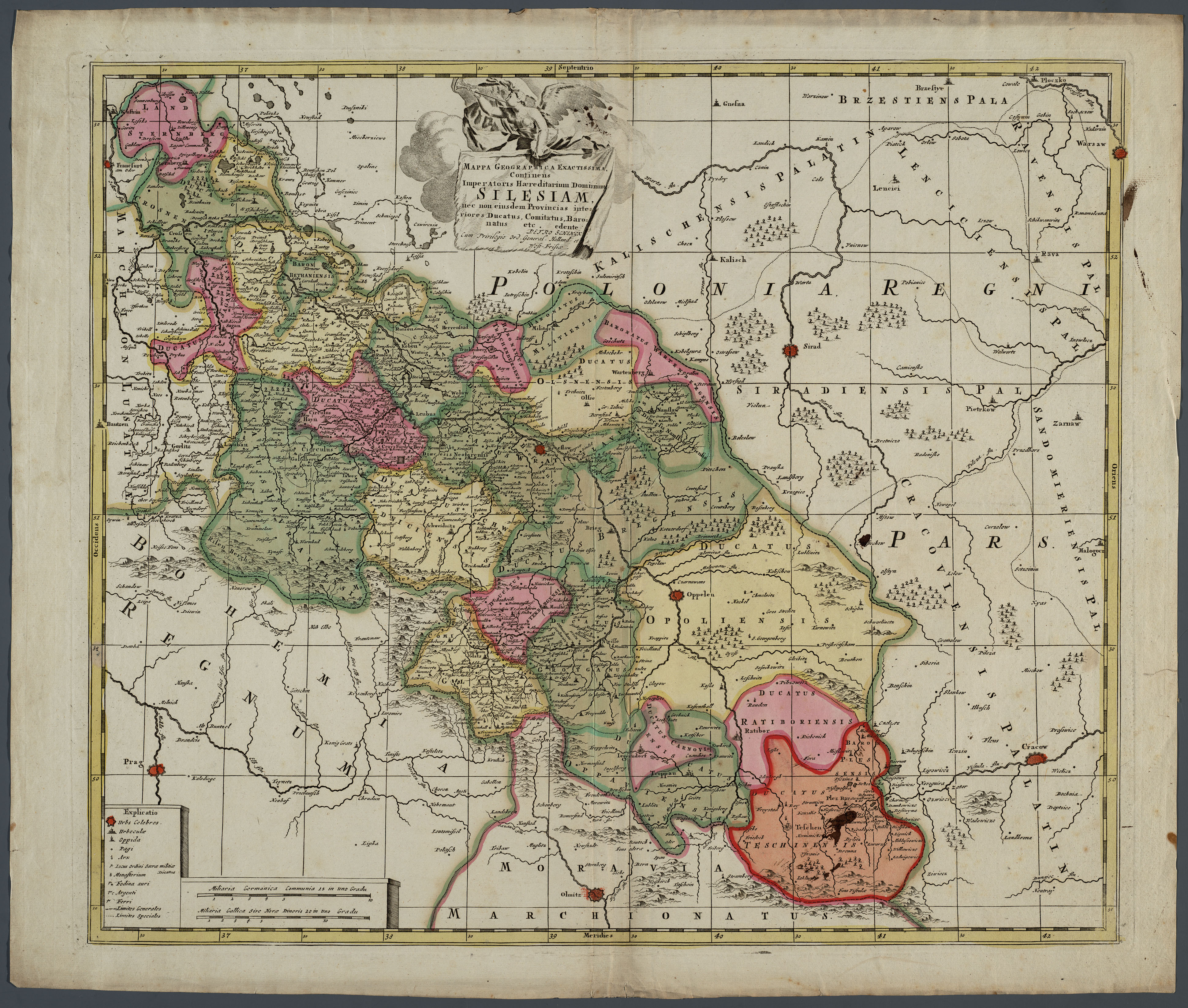
Land Sternberg, Schlesienkarte von Petrus Schenk, 1710

### Land Sternberg
1313 wurde erstmals das Land Sternberg für die brandenburgischen  Gebiete östlich der Oder (Neumark) genannt. Von 1535 bis 1571 gehörte das Territorium zum Herrschaftsgebiet von Markgraf Johann von Küstrin.

### Kreis Sternberg
Im Verlauf des 17. und 18. Jahrhunderts bildete sich in der Mark Brandenburg eine Gliederung in Kreise heraus. 1747 wurde der Sternbergische Kreis als einer der sogenannten inkorporierten Kreise in der Neumark genannt.
Im Rahmen der Bildung von Provinzen und Regierungsbezirken in Preußen erfolgte 1816 im Regierungsbezirk Frankfurt eine Kreisreform, bei der die Grenzen des Kreises wie folgt verändert wurden:
- Die Stadt Göritz sowie die Orte Bischofsee, Drenzig, Frauendorf, Gohlitz, Kohlow, Kunersdorf, Lässig, Leissow, Groß und Klein Lübbichow, Neuendorf, Ötscher, Groß und Klein Rade, Reipzig, Schwetig, Seefeld, Spudlow, Stenzig, Storkow, Trettin, Tschernow, Zerbow, Zohlow und Zweinert kamen zum neuen Kreis Frankfurt.
- Die Stadt Schermeisel mitsamt ihrer Umgebung wechselte aus dem Großherzogtum Posen in den Kreis Sternberg.

Die Gemeinden, die der Kreis Sternberg 1816 an den Kreis Frankfurt abgegeben hatte, kehrten 1836 wieder in den Kreis Sternberg zurück, nachdem der Kreis Frankfurt 1826 aufgelöst worden war und diese Gemeinden von 1826 bis 1836 zum Kreis Lebus gehört hatten.

### Aufteilung in Kreise Weststernberg und Oststernberg
Der Kreis Sternberg wurde 1873 in die Kreise Oststernberg und Weststernberg aufgeteilt.

## Einwohnerentwicklung
| Jahr | Einwohner | Quelle |
| ---- | --------- | ------ |
| 1750 | 28.132    | [ 8 ]  |
| 1796 | 40.974    | [ 9 ]  |
| 1816 | 36.341    | [ 10 ] |
| 1840 | 69.386    | [ 11 ] |
| 1871 | 91.918    | [ 12 ] |

## Landräte
- 0000–1742: Joachim Bernhard von Selchow[13]
- 1744–1749: Alexander Ludwig von Selchow (1714–1756)
- 1749–1784: Hans Friedrich von Winning
- 1784–1789: Otto Franz von Wesenbeck[14]
- 1790–1816: Carl (Karl) Sigismund von Kalckreuth (1744–1816)[15]
- 1816–1818: von Kalkreuth (kommissarisch)
- 1818–1851: von Sydow
- 1851–1873: Otto von der Hagen-Buchholz (1805–1875)[16]

## Städte und Gemeinden
Dem Kreis Sternberg gehörten 1871 die folgenden Städte und Gemeinden an:
| - Albrechtsbruch - Alt Limmritz - Altona - Anapolis - Arensdorf - Aurith - Balkow - Beatenwalde - Beaulieu - Beelitz - Bergen - Biberteich - Bischofsee - Bottschow - Breesen - Brenkenhofsfleiß - Buchholz - Burschen - Ceylon - Dammbusch - Döbbernitz - Drenzig - Drossen, Stadt - Ernestinenberg - Florida - Frauendorf - Freiberg - Friedrichswille - Gartow - Glauschdorf - Gleißen - Gohlitz - Görbitsch - Göritz (Oder), Stadt - Grabow - Gräden - Grimnitz - Grochow | - Groß Friedrich - Groß Gandern - Groß Kirschbaum - Groß Lübbichow - Groß Rade - Grunow bei Drossen - Grunow bei Lagow - Hammer - Hampshire - Havannah - Heinersdorf - Herzogswalde - Hildesheim - Jamaika - Kemnath - Klauswalde - Klein Gandern - Klein Kirschbaum - Klein Lübbichow - Klein Rade - Kloppitz - Kohlow - Költschen - Königswalde, Stadt - Koritten - Korsika - Kräsem - Kriescht - Kunersdorf - Kunitz - Lagow - Langenfeld - Langenpfuhl - Lässig - Laubow - Leichholz - Leissow - Lieben | - Lindow - Louisa - Malkendorf - Malsow - Malta - Mannheim - Maryland - Matschdorf - Mauskow - Meekow - Melschnitz - Neu Dresden - Neu Lagow - Neu Limmritz - Neudorf - Neuendorf - Neuwalde - Ögnitz - Osterwalde - Ostrow - Ötscher - Pennsylvanien - Petersdorf - Philadelphia - Pinnow - Polenzig - Priebrow - Quebeck - Radach - Rampitz - Rauden - Reichen - Reichenwalde - Reipzig - Reppen, Stadt - Sandow - Sankt Johannes - Säpzig | - Saratoga - Savannah - Schartowsthal - Scheiblersburg - Schermeisel - Schmagorei - Schönow - Schönwalde - Schwetig - Seefeld - Seeren - Selchow - Sonnenburg, Stadt - Sophienwalde - Spiegelberg - Spudlow - Stenzig - Sternberg Nm., Stadt - Storkow - Streitwalde - Stuttgardt - Sumatra - Tauerzig - Tempel - Tornow - Trebow - Trettin - Tschernow - Wallwitz - Wandern - Wildenhagen - Woxfelde - Zerbow - Ziebingen - Zielenzig, Stadt - Zohlow - Zweinert |